# Logansport (Luizjana)
Logansport – miasto w Stanach Zjednoczonych, w stanie Luizjana, w parafii DeSoto.